# Dudley de Chair
Dudley de Chair, né le 30 août 1864 à Lennoxville (province du Canada) et mort le 17 août 1958 à Brighton (Sussex de l'Est), est un officier militaire canadien actif dans la Royal Navy. Il est le 25e gouverneur de Nouvelle-Galles du Sud, en fonction du 28 février 1924 au 9 avril 1930. 

## Biographie

### Jeunesse et premières années dans la marine
Né à Lennoxville, dans l'actuel Québec, il est le fils de Dudley Raikes de Chair et de son épouse Frances Emily, la sœur de l'amiral Sir Harry Rawson, qui est le 21e gouverneur de Nouvelle-Galles du Sud. Sa famille retourne en Angleterre en 1870. En 1878, il rejoint la Royal Navy sur le Britannia ; après une promotion en tant qu'aspirant en 1880, il embarque sur le Alexandra, navire amiral dans la mer Méditerranée. En 1882, il est fait prisonnier pendant six semaines par Ahmed Urabi, ce qui fait la une des journaux anglais.

### Commandement
Il est promu capitaine de frégate en 1897, puis capitaine de vaisseau en 1902. Au manoir de Tor Mohun, dans le Devon, le 21 avril 1903, il épouse Enid Struben. 
Il atteint le point culminant de sa carrière dans la marine en 1915 et 1616 lorsque, nommé contre-amiral il commande la dixième escadre et est responsable du Blocus de l'Allemagne par la mer du Nord. En septembre 1917, il prend le commandement de la troisième escadre et est promu vice-amiral. Il est relevé de son commandement et placé en demi-solde, après un refus de poste au ministère de la Marine et une critique du traitement du Lord Jellicoe. En juillet 1918, il prend le commandement des garde-côtes et est promu amiral en 1920. Il est président de la commission inter-alliée sur les navires de guerre ennemis de 1921 à 1923.

### Gouverneur de Nouvelle-Galles du Sud
Il devient gouverneur de Nouvelle-Galles du Sud en 1923, arrivant à Sydney avec son épouse le 28 février 1924. Il se lie rapidement d'amitié avec le Premier ministre nationaliste d'État, Sir George Fuller. L'élection de mai 1925 amène au pouvoir un gouvernement travailliste, déterminé, aux dires du gouverneur, à « mener une politique radicale et très avancée qui n'avait pas été annoncée lors des discours électoraux ». Il décide « de mener une politique de modération raisonnable, mais aussi de prudence, avant de céder aux demandes vraiment extrêmes ou dangereuses ». 
En septembre, le Premier ministre, Jack Lang, demande au gouverneur de nommer vingt-cinq nouveaux membres à vie au Conseil législatif. Au départ, ils sont d'accord seulement sur quinze ; en décembre, le gouverneur capitule, à condition que les nominations ne servent pas à supprimer théoriquement l'institution. Décrivant son premier choc avec le gouverneur comme « une affaire très courtoise », Lang affirme qu'il « avait catégoriquement refusé de céder ». En insistant pour que sa correspondance soit publiée, De Chair révèle alors sa ferme opposition, ce qui le fait clairement entrer dans l'arène politique. À la suite de l'échec des discussions et lorsque Lang demande encore plus de nominations, y compris de femmes, le gouverneur refuse : « Je lui ai dit ce que je pensais de lui et de la manière dont il m'avait trompé ». Bien qu'une mission spéciale soit dépêchée en Angleterre auprès du Lord grand chancelier, responsable du système judiciaire, De Chair reste ferme, estimant que « des éléments étrangers étaient à l'origine du mouvement pour faire rappeler le gouverneur, détruire la Constitution et mettre en place un gouvernement communiste ».
En mai 1927, souhaitant demander une élection anticipée sans l'accord de son cabinet, Lang démissionne, est reconduit dans ses fonctions, forme un nouveau gouvernement, puis obtient la dissolution du Parlement d'État pour des élections en octobre. Au cours de ces événements, le gouverneur est conseillé secrètement par le président de la Cour suprême de Nouvelle-Galles du Sud, Sir Philip Whistler Street. Par la suite, la victoire de Sir Thomas Bavin met fin pour De Chair « aux deux années les plus difficiles et désagréables de ma carrière politique. Pour obtenir du Premier ministre la dissolution du Parlement, j'ai su que je devais patiner sur une couche de glace très mince ». 
Invité par Bavin à rester au-delà de la durée de son mandat, De Chair obtient avec difficulté une année de prolongation du ministère des Dominions. Il prend sa retraite le 8 avril 1930 et vit par la suite principalement à Londres. Il meurt à Brighton le 17 août 1958. Ses cendres sont dispersées dans la Manche. Son autobiographie, La mer est forte, est publiée à titre posthume en 1961.